# Wahlenbergia fluminalis
Wahlenbergia fluminalis là loài thực vật có hoa trong họ Hoa chuông. Loài này được (J.M.Black) E.Wimm. ex H.Eichler miêu tả khoa học đầu tiên năm 1963.